# جوشکاری اصطکاکی دوار
جوشکاری اصطکاکی دورانی (به انگلیسی: rotary friction welding) (RFW) یکی از روش‌های جوشکاری اصطکاکی است که روش کلاسیک آن از کار اصطکاک برای ایجاد یک جوش غیرقابل جدا شدن استفاده می‌کند. به‌طور معمول یک عنصر جوش داده شده به دیگری فشرده می‌شود و می‌چرخد (با نیروی محوری به پایین فشرده می‌شود). گرمایش ماده در اثر کار اصطکاک ایجاد می‌شود و یک اتصال دائمی ایجاد می‌کند. در این روش می‌توان همان، مواد غیر مشابه، یا کامپوزیت و غیر فلزی را به هم جوش داد. روش‌های اصطکاکی اغلب به عنوان جوش حالت جامد در نظر گرفته می‌شوند.

## تاریخچه

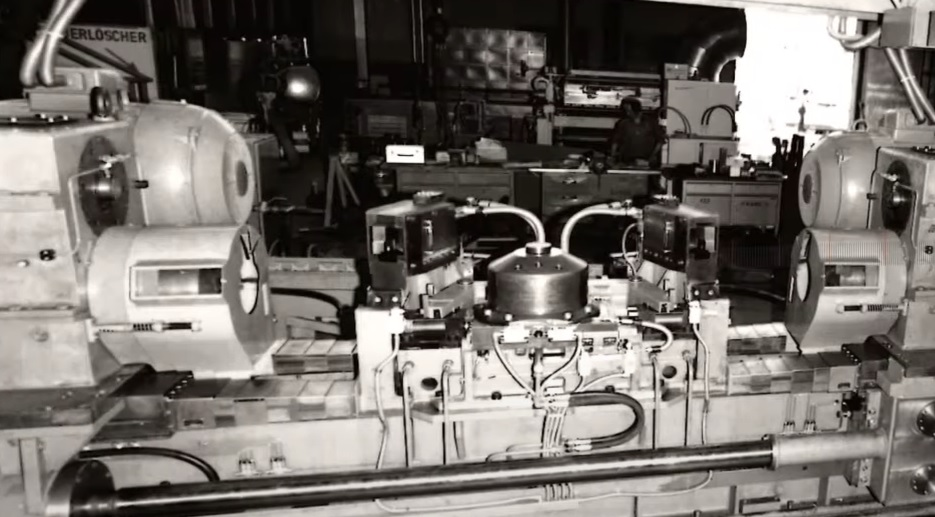
عکس تاریخی ماشین دوک ریسی.

برخی از برنامه‌های کاربردی و پتنت‌های متصل شده با جوشکاری اصطکاکی به ابتدای قرن قبل برمیگردد و اصطکاک دوار قدیمی‌ترین روش است. W. Richter روش جوشکاری اصطکاکی خطی (LFW) را در سال ۱۹۲۴ در انگلستان و ۱۹۲۹ در آلمان ثبت اختراع کرد، هر چند شرح این فرایند مبهم بود و H.Klopstock همان فرایند را در سال ۱۹۲۴ در اتحاد جماهیر شوروی به ثبت رساند. اما اولین توصیف و آزمایش‌ها مربوط به جوشکاری اصطکاکی دورانی در سال ۱۹۵۶ در اتحاد جماهیر شوروی انجام شد، ماشینکاری به نام ای جی چدیکوف (А. И. Чудиков) مطالعات علمی انجام داده و استفاده از این روش جوشکاری را به عنوان یک فرایند تجاری پیشنهاد کرده‌است. در ابتدا روش را به‌طور تصادفی در معدن البروسکی که در آن کار می‌کرد کشف کرد، او توجه کافی نکرد و سه‌نظام تراش داخل آنرا روغن کاری نکرد و سپس معلوم شد که او قطعهٔ کار را به ماشین تراش جوش داده‌است. وی با تعجب که آیا می‌توان از این حادثه برای اتصال استفاده کرد و به این نتیجه رسید که باید با سرعت چرخش بالا (در این مواقع حدود ۱۰۰۰ دور بر ثانیه کار کرد)، بلافاصله ترمز کرده قطعات جوش داده شده را به هم فشار داد. او تصمیم گرفت نامه‌ای به وزارت متالورژی بنویسد و پاسخی دریافت کرد که این جوشکاری نامناسب است، اما یادداشت کوچکی در مورد روش در روزنامه منتشر شد و علاقه مدیر مؤسسه تحقیقات علمی تجهیزات جوش الکتریکی را برانگیخت و با گذشت زمان روش او منتشر شد. این فرایند در سال ۱۹۶۰ به ایالات متحده آمریکا معرفی شد. شرکت‌های آمریکایی Caterpillar Tractor Company (Caterpillar - CAT)، راکول اینترنشنال و ای‌ام‌اف همگی ماشین‌هایی را برای این فرایند توسعه دادند. اختراعات همچنین در سراسر اروپا و اتحاد جماهیر شوروی سابق صادر شد. اولین مطالعات جوشکاری اصطکاکی در انگلستان توسط مؤسسه جوشکاری در سال ۱۹۶۱ انجام شد. ایالات متحده آمریکا با شرکت کاترپیلار تراکتور و MTI یک فرایند اینرسی را در سال ۱۹۶۲ توسعه دادند. اروپا با KUKA AG و Thompson جوشکاری اصطکاکی دوار را برای کاربردهای صنعتی در سال ۱۹۶۶ راه اندازی کرد، یک فرایند هدایت مستقیم را توسعه داد و در سال ۱۹۷۴ ماشین دوک نخ ریسی rRS6 را برای محورهای کامیون‌های سنگین ساخت. در سال ۱۹۹۷، درخواست ثبت اختراع بین‌المللی با عنوان "روش Friction Welding Tubular Members" ارائه شد، A. Graham لوله‌های جوشکاری با قطر ۱۵۲٫۴ میلی‌متر ارائه شد روشی که از جوشکاری اصطکاکی شعاعی با یک حلقه میانی برای اتصال لوله‌های بلند استفاده می‌کند، اما برخی از تلاش‌ها در اوایل سال ۱۹۷۵ از طریق روش‌هایی به نام جوشکاری اصطکاکی شعاعی (RF)انجام شد، و حتی قبل از آن، به عنوان مثال متخصصانی از لنینگراد در مورد امکان استفاده از حلقه برای اتصال قطعات بلند ذکر شده‌است و قبل از دهه ۱۹۶۰ در روزنامه نوشته شده‌است. روش دیگری در مؤسسه جوشکاری (TWI) در انگلستان اختراع و به صورت تجربی اثبات شد و در سال ۱۹۹۱ در فرایند جوشکاری اصطکاکی اغتشاشی (FSW) به ثبت رسید. در سال ۲۰۰۸ KUKA AG دستگاه جوش اصطکاکی دوار SRS 1000 را با نیروی آهنگری ۱۰۰۰ تن توسعه داد. یک اصلاح بهبودیافته نیز جوشکاری اصطکاکی کم نیرو، فناوری ترکیبی است که توسط EWI و Manufacturing Technology Inc. (MTI) توسعه پیدا کرد، این فرایند می‌تواند برای جوشکاری اصطکاکی خطی و دوار اعمال شود. بر اساس اطلاعات سال ۲۰۲۰، تنها KUKA در ۴۴ کشور فعال بوده و بیش از ۱۲۰۰ سیستم را راه اندازی کرده‌است همچنین برای تسهیلات قرارداد فرعی با این حال شرکت‌های بیشتری در جهان وجود دارد به عنوان مثال مؤسسه جوشکاری TWI بیش از ۵۰ سال تخصص و بینش ذاتی برای توسعه فرایند دارد. با این حال، شرکت‌های بیشتری وجود دارند که هر کدام تبلیغ نمی‌شوند، اما امروزه، جوشکاری اصطکاکی در سراسر جهان با مواد مختلف هم در مطالعات علمی و هم در کاربردهای صنعتی انجام می‌شود.

## کاربردها
جوشکاری اصطکاکی دوار به‌طور گسترده‌ای در سراسر بخش تولید پیاده‌سازی شده‌است و برای کاربردهای متعدد استفاده شده‌است، از جمله:
- قطعات در توربین گاز مانند: شفت توربین، دیسک‌های توربین، درام کمپرسور،[۱۶]
- قطعات خودرو از جمله محور فولادی کامیون و روکش‌ها، شیر توخالی، پیستون موتور توخالی، رینگ چرخ ماشین سواری، مبدل برای ماشین سواری چرخ دنده اتوماتیک،
- توربین برای موتور هواپیما،[۱۷]
- اتصالات دریایی مونل به فولاد،
- میله‌های پیستونی،
- اتصالات برقی مس - الومینیوم،
- مبدل‌های حرارتی،
- ابزار برش،
- لوله‌های مته،[۱۸]
- فشار راکتور واسل نازل،[۱۶]
- اتصالات انتقال لوله‌ای ترکیبی از فلزات متفاوت (الومینیوم - تیتانیوم و آلومینیوم - فولاد ضدزنگ),
- پتانسیل برای کاربردهای پزشکی،[۱۹]
- برای یادگیری دانشجویان در دانشگاه‌های فنی.

### هندسه اتصالات

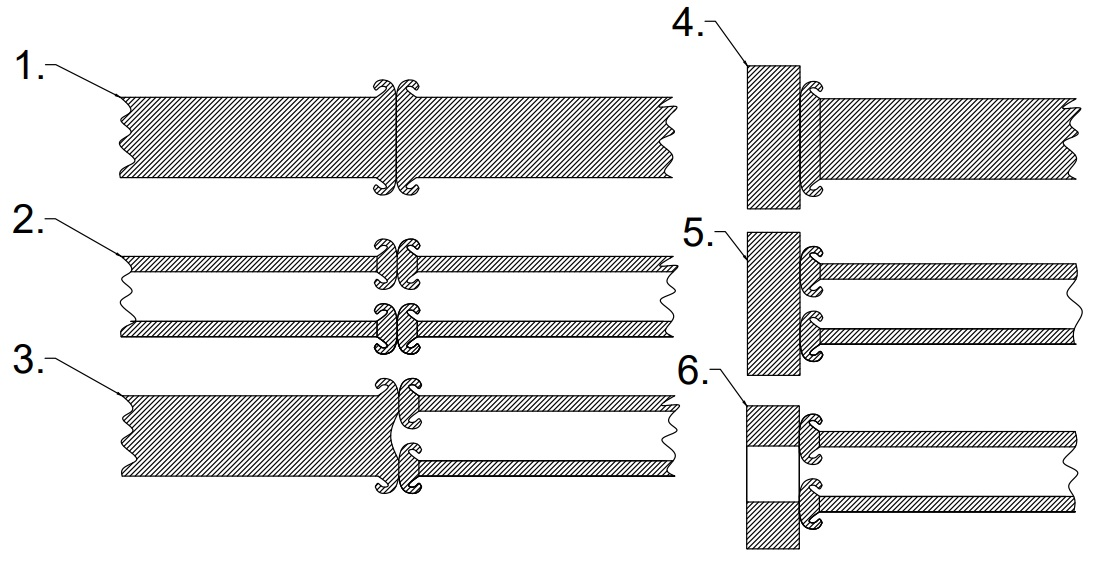
مقاطع پایه اتصالات جوشکاری اصطکاکی دوار.

جوشکاری اصطکاک دورانی به‌طور معمول می‌تواند به طیف گسترده‌ای از هندسه‌ها بپیوندد: لوله به لوله، لوله به صفحه، لوله به نوار، لوله به دیسک، نوار به نوار، نوار به صفحه و علاوه بر این، یک حلقه دوار پبرای اتصال اجزای طولانی استفاده شده‌است.

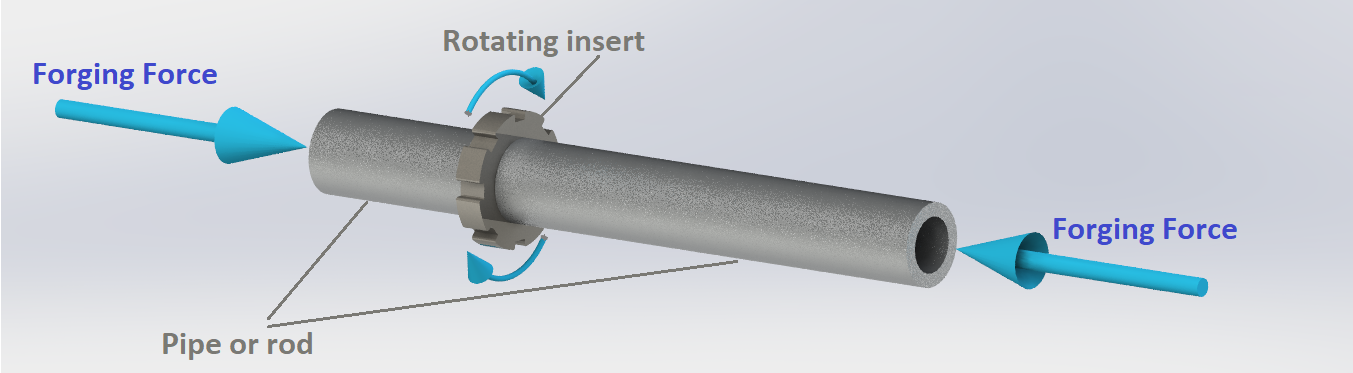
نمونه‌ای از اصلاح استاندارد جوشکاری اصطکاکی دوار از تحقیقاتی که ممکن است برای قطعات طولانی قابل اجرا باشد.

هندسه سطح جزء همیشه مسطح نیست به عنوان مثال می‌تواند سطح مخروطی باشد و نه تنها.

## انواع مواد جوش داده شده

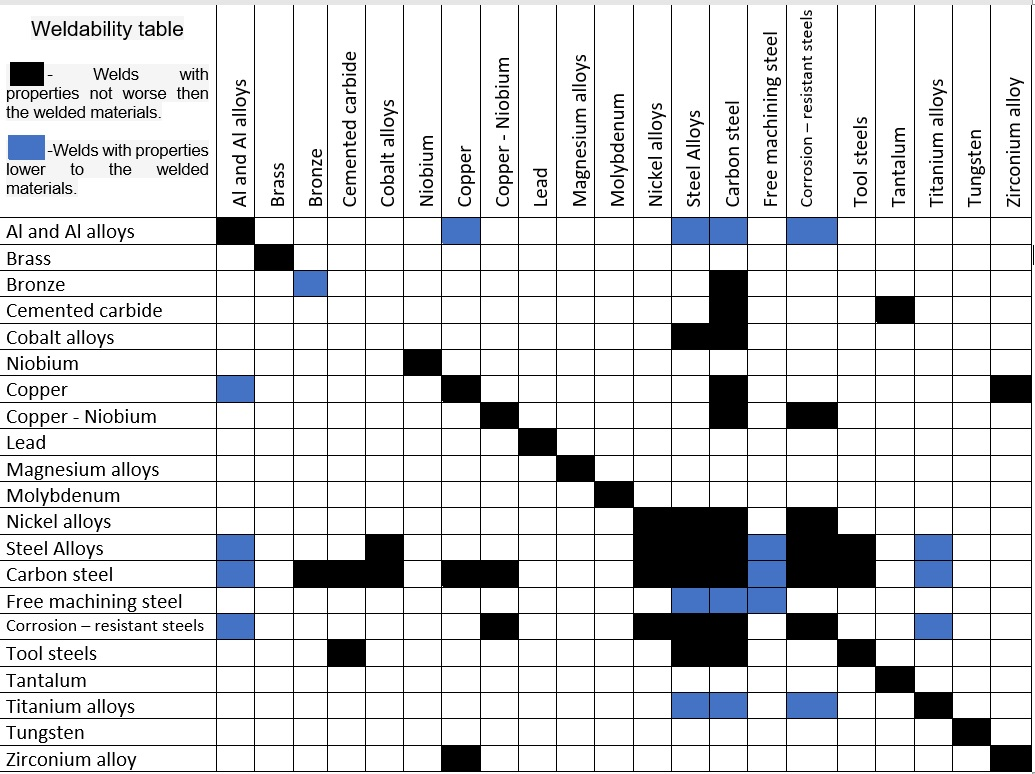
نمونه‌ای از جدول جوش پذیری جوشکاری اصطکاک دوار. این جدول پایه است زیرا در حال حاضر شناخته شده‌است لیست مواد بسیار بزرگتر است و سیستم‌های نامگذاری شده توسط یک سیستم عددی طبقه‌بندی می‌شوند (مؤسسه استانداردهای ملی آمریکا) یا با نام‌هایی که ترکیبات اصلی خود را نشان می‌دهند (مؤسسه استاندارد آلمان وسازمان بین‌المللی استانداردسازی).

در جوشکاری اصطکاکی دوار ما را قادر می‌سازد مواد مختلف را جوش بدهیم. مواد فلزی به همین نام یا غیر مشابه یا کامپوزیت،سوپرالیاژها و غیرفلزی به عنوان نمونه پلیمرهای ترموپلاستی را می‌توان جوش داد و حتی جوشکاری چوب را بررسی کرد.
جداول جوشکاری آلیاژهای فلزی را می‌توان در اینترنت و در کتاب‌ها پیدا کرد. گاهی از یک بین لایه برای اتصال مواد غیر سازگار استفاده می‌شود.

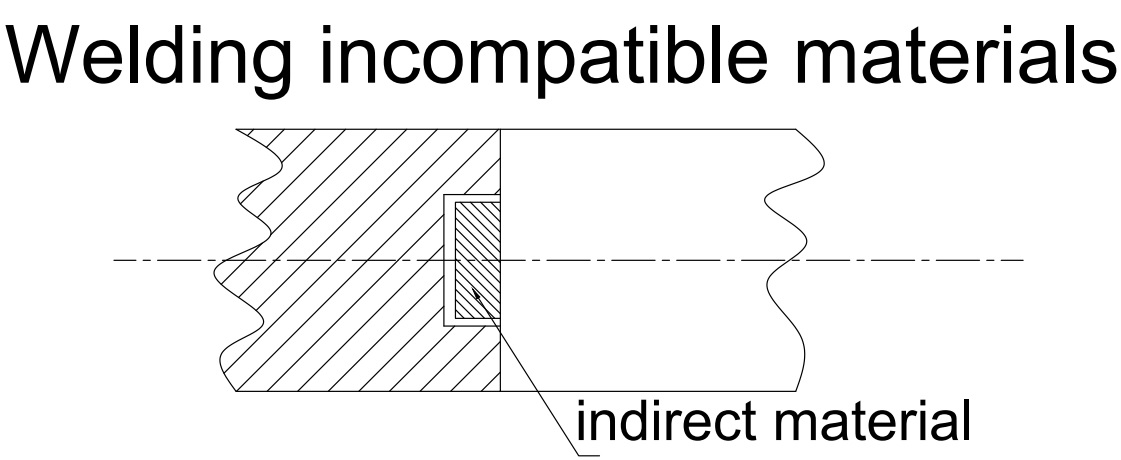
لایه میانی اجزای جوشکاری اصطکاکی RFW (مواد غیر مستقیم).

## جوشکاری اصطکاکی دوار برای پلاستیک
از جوشکاری اصطکاک برای اتصال اجزای ترموپلاستیک نیز استفاده می‌شود.

## تقسیم به دلیل موتور محرکه
در اصطکاک درایو مستقیم (که به آن اصطکاک پیوسته نیز گفته می‌شود) موتور درایو و سه‌نظام به هم متصل می‌شوند. موتور درایو به‌طور مداوم در حال به‌حرکت درآوردن سه‌نظام در طول مراحل گرمایش است. معمولاً از یک کلاچ برای قطع موتور درایو از سه‌نظام استفاده می‌شود و سپس از ترمز برای متوقف کردن سه‌نظام استفاده می‌شود.
در اصطکاک اینرسی که موتور محرک قطع می‌شود و قطعه‌های کار با یک نیروی اصطکاکی به هم فشرده می‌شوند. انرژی جنبشی ذخیره شده در چرخ طیار در حال چرخش با کاهش سرعت فلای ویل به عنوان گرما در رابط جوش تلف می‌شود. قبل از جوش، یکی از قطعات به سه‌نظام دوار همراه با چرخ طیار با وزن مشخص متصل شده‌است. سپس قطعه تا نرخ چرخش بالایی می‌چرخد تا انرژی مورد نیاز را در چرخ طیار ذخیره کند. هنگامی که با سرعت مناسب می‌چرخید، موتور برداشته می‌شود و قطعات تحت فشار به هم متصل می‌شوند. این نیرو پس از توقف چرخش روی قطعات نگه داشته می‌شود تا به جوش اجازه سرد شدن داده شود.

## مراحل فرایند

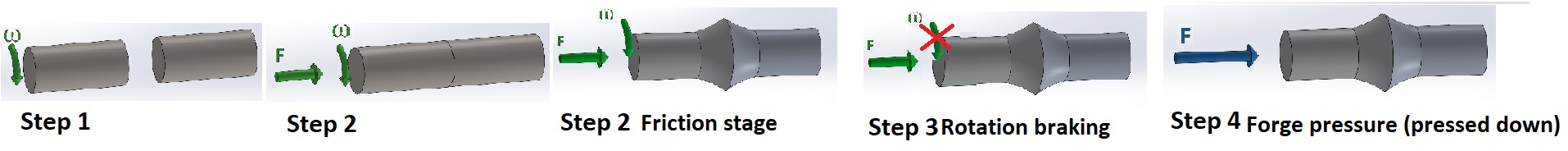
مراحل جوشکاری اصطکاکی دوار معمولی.

- مرحله ۱ و ۲، مرحله اصطکاک: یکی از اجزا برای چرخش تنظیم می‌شود و سپس به دیگری که ثابت است در محور چرخش فشار داده می‌شود.
- مرحله ۳، مرحله ترمز: قطعه چرخان در زمان ترمز متوقف می‌شود.
- مرحله ۴، مرحله شکست: عناصر جوش داده شده هنوز با فشار آهنگری (فشرده شدن) در حال آهنگری هستند.
- مرحله ۵: در جوشکاری استاندارد RFW (پارامترهای استاندارد)، جرقه ایجاد می‌شود. جرقه را می‌توان روی جوشکار قطع کرد.[۲۶]

اما با توجه به نمودار مراحل:
- تغییراتی در فرایند وجود دارد،

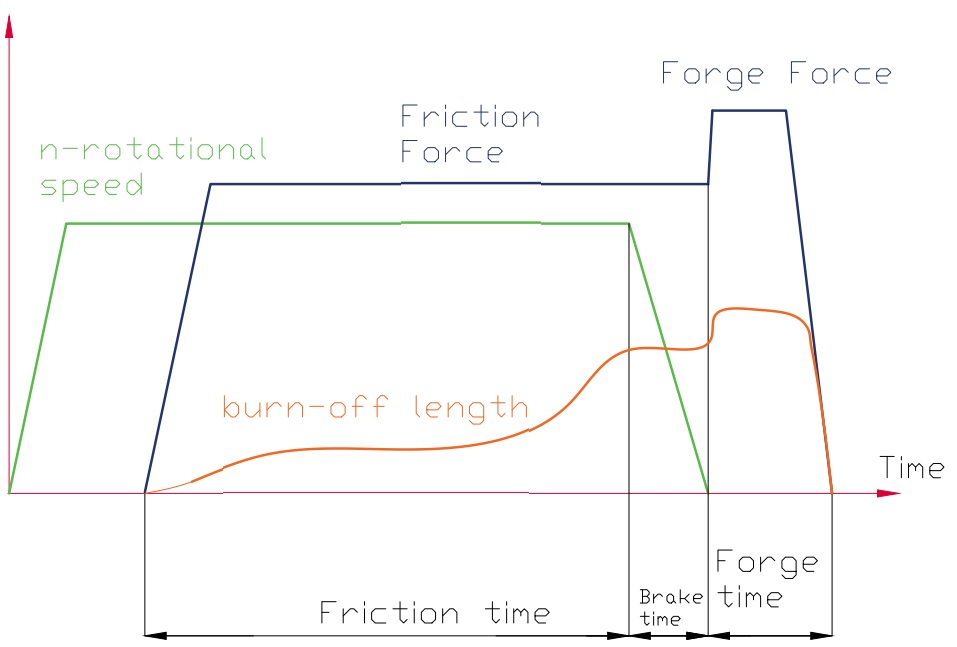
مراحل نمونه‌ای از فرایند معمولی جوشکاری RFW روی نمودار، اما تغییراتی وجود دارد و سپس زمان مراحل شبیه به این نیست.

- ممکن است به نسخه فرایند بستگی داشته باشد: درایو مستقیم، جوشکاری اصطکاکی اینرسی، جوشکاری ترکیبی،[۱۶]
- نسخه‌های زیادی از دستگاه‌های جوش وجود دارد،
- بسیاری از مواد را می‌توان با خواص غیر یکسان، با هندسه‌های مختلف جوش داد.
- فرایند واقعی نباید با تنظیمات ایده‌آل در دستگاه جوش مطابقت داشته باشد.

## کار اصطکاک RFW روی قطعات کار میله‌های استوانه‌ای
کار اصطکاکی جوش ایجاد می‌کند و می‌توان باور کرد که برای قطعه‌های استوانه‌ای از ریاضی محاسبه می‌شود:
کار:
(1) {\displaystyle W=M\times \alpha }
فرمول کلی ممان نیروی M:
(2) {\displaystyle M=r\times F}
نیروی F برابر با نیروی اصطکاک T خواهد بود (F=T) بنابراین جایگزین فرمول (۲) می‌شود:
(3) {\displaystyle M=r\times T}
نیروی اصطکاک T برابر است با نیروی F ضربدر ضریب اصطکاک μ:
(4) {\displaystyle T=\mu \times F}
بنابراین ممان نیروی M:
(5) {\displaystyle M=r\times \mu \times F}
زاویه آلفا که هر نقطه با محور قطعه‌های استوانه‌ای چرخان حرکت خواهد کرد خواهد بود:
(6) {\displaystyle \alpha =2\pi \times n\times t}
بنابراین کار اصطکاک برابر با:
(7) {\displaystyle W=n\times \pi \times r\times F\times \mu \times t} [ تایید مورد نیاز است ]
برای مقدار متغیر μ در زمان اصطکاک:
(8) {\displaystyle W=n\times \pi \times r\times F\times \int _{0}^{t}f(\mu )\,dt}
این نیاز به تأیید دارد اما از معادله به نظر می‌رسد که چرخش و نیرو
(یا فشار بی سطح {\displaystyle F=p(pressure)*A(area)}))
خطی است با کار اصطکاک (W) بنابراین به عنوان مثال اگر فشار ۲ برابر افزایش یابد سپس کار اصطکاک نیز ۲ برابر افزایش می‌یابد، اگر گردش ۲ برابر افزایش یابد سپس کار اصطکاک نیز ۲ برابر افزایش می‌یابد و با اشاره به قوانین پایستگی انرژی می‌تواند با حرارت ۲ برابر بیشتر مواد را به همان دما یا ۲ برابر افزایش یابد. هر چند فشار نیز همین اثر را بر کل سطح دارد اما چرخش تأثیر بیشتری به دور از محور چرخش دارد زیرا یک حرکت دوار است. با اشاره به رسانایی حرارتی، زمان اصطکاک بر اندازه فلاش تأثیر می‌گذارد، بنابراین اگر زمان کوتاه‌تری استفاده شود، کار اصطکاک در ناحیه کوچک‌تری متمرکزتر می‌شود. [ تایید مورد نیاز است ]
یا مقادیر متغیر μ، n, F در زمان اصطکاک:
(9) {\displaystyle W=\pi \times r\times \int _{0}^{t}f(\mu )f(n)f(F)\,dt} [ تایید مورد نیاز است ]
- t [ s ] - زمان اصطکاک (هنگام چرخش قطعه)،
- μ - ضریب اصطکاک،
- F [ N ] - نیروی فشار،
- r [ m ] - شعاع قطعه کار،
- n [1/s] - گردش در ثانیه،
- W [ J ] - کار اصطکاکی.

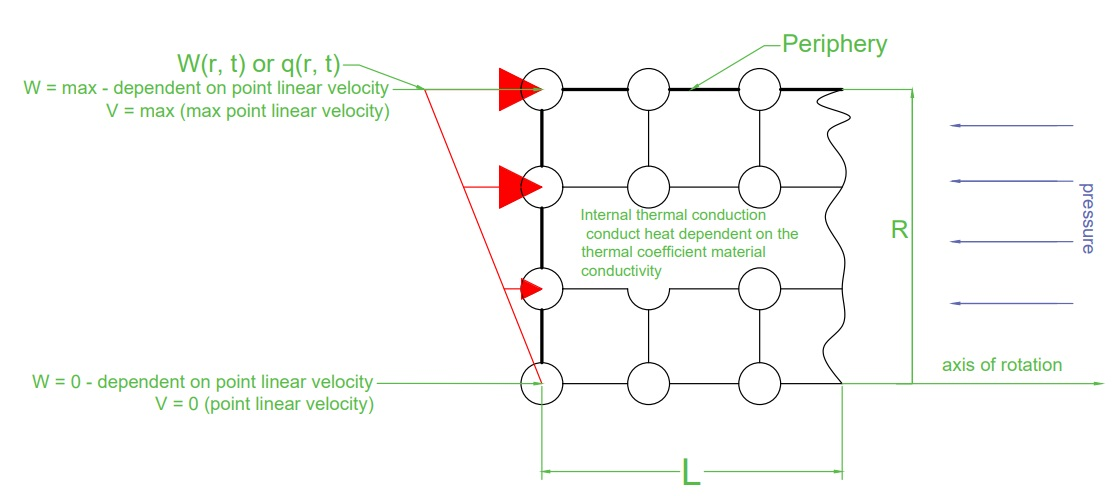
فرایند ساده جوشکاری در تصویر.

بنابراین، محاسبه به این شکل قابل اعتماد نیست در واقع پیچیده‌است. یک مقاله نمونه با در نظر گرفتن متغیر بستگی به ضریب دمایی فولاد اصطکاکی - آلومینیوم Al60611 - آلومینا توسط نویسندگان مالزی برای مثال در این مقاله "ارزیابی خواص و مدل FEM فولاد ملایم جوش داده شده اصطکاکی-Al6061-Alumina " و بر اساس این موقعیت شخصی هیچ گام به گام و هر چه که باشد یک فیلم شبیه‌سازی آموزشی در نرم‌افزار abaqus ایجاد کرده و در این مقاله امکان انتخاب نوع مش در شبیه‌سازی شرح داده شده توسط نویسندگان وجود دارد و دستورالعمل‌هایی مانند استفاده از انتخاب مدل مواد جانسون-کوک وجود دارد. نه تنها، مقدار ضریب اتلاف، شرایط جوش اصطکاکی وجود دارد، مقاله شامل فرمول‌های فیزیکی مربوط به جوشکاری اصطکاکی دوار است که توسط نویسندگان شرح داده شده‌است، مانند: معادله انتقال حرارت و همرفت در میله‌ها، معادلات مربوط به فرآیندهای تغییر شکل مقاله حاوی اطلاعاتی در مورد پارامترهای تحقیقی نویسندگان بود، اما آموزش گام به گام و ساده مانند این ویدیو نیست و خوب اضافه می‌کند که تنها موقعیت در ادبیات نیست. نتیجه‌گیری بیان می‌کند که: "اگرچه مدل FE ارائه شده در این مطالعه نمی‌تواند جایگزین تحلیل دقیق تری شود، اما راهنمایی در توسعه پارامترهای جوش ارائه می‌دهد و درک فرآیند جوشکاری اصطکاکی را افزایش می‌دهد، بنابراین رویکردهای تجربی پرهزینه و زمان بر را کاهش می‌دهد."
ضریب اصطکاک با دما تغییر می‌کند و تعدادی از عوامل اصطکاک داخلی وجود دارد (ویسکوزیته - مانند ویسکوزیته پویا بر اساس قانون سیالات کارو)، جعل، خواص ماده در حین قالب‌گیری متغیر است، همچنین تغییر شکل پلاستیک وجود دارد.
قانون سیال کارو:
سیال نیوتنی تعمیم یافته که در آن ویسکوزیته، {\displaystyle \mu _{\operatorname {eff} }} ، بستگی به نرخ برش دارد، {\displaystyle {\dot {\gamma }}} ، با معادله زیر محاسبه می‌شود:
(10) {\displaystyle \mu _{\operatorname {eff} }({\dot {\gamma }})=\mu _{\operatorname {\inf } }+(\mu _{0}-\mu _{\operatorname {\inf } })\left(1+\left(\lambda {\dot {\gamma }}\right)^{2}\right)^{\frac {n-1}{2}}}
که:
- {\displaystyle \mu _{0}} ، {\displaystyle \mu _{\operatorname {\inf } }} ، {\displaystyle \lambda } و {\displaystyle n} ضرایب ماده هستند.
- {\displaystyle \mu _{0}} = ویسکوزیته در نرخ برش صفر (Pa.s)
- {\displaystyle \mu _{\operatorname {\inf } }} = ویسکوزیته در نرخ برش بی‌نهایت (Pa.s)
- {\displaystyle \lambda } = زمان استراحت(ها)
- {\displaystyle n} = شاخص توان

مدل‌سازی گرمای اصطکاکی تولید شده در فرایند RFW را می‌توان به عنوان تابعی از کار اصطکاکی انجام شده و ضریب اصطکاک آن، کار اصطکاکی افزایشی یک گره i بر روی سطح تماس را می‌توان به عنوان تابعی از فاصله محوری آن از مرکز چرخش، تنش برشی اصطکاکی فعلی، سرعت چرخشی و زمان افزایشی توصیف کرد. ضریب اتلاف {{{1}}}
- 𝛽 FR - ضریب اتلاف،
- 𝑊 FR - کار اصطکاک،
- 𝑟𝑖 - فاصله از مرکز چرخش،
- dt - افزایش زمان،
- 𝜏𝑅(𝑖) - تنش برشی اصطکاکی فعلی،
- 𝜔 - سرعت زاویه ای.

کار اصطکاک همچنین می‌تواند از توان مورد استفاده برای زمان جوش و اصطکاک محاسبه (بزرگتر از زمان اصطکاک ضربدر توان موتور دستگاه جوش نخواهد بود) با اشاره به قوانین پایستگی از انرژی. این محاسبه ساده‌ترین به نظر می‌رسد.
(۱۲) 'E = P x t یا برای توان متغیر از رابطه:
{\displaystyle E=\int _{0}^{t}f(P)\,dt}
- E - انرژی،
- P - توان،
- t - زمان اعمال توان.

با این حال، در این حالت انرژی نیز می‌تواند در چرخ طیار ذخیره شود اگر بسته به ساخت و ساز جوش استفاده شود.
فرمول کلی انرژی چرخ طیار:
(13) {\displaystyle E_{k}={\frac {1}{2}}I\omega ^{2}}
که:
- {\displaystyle E_{k}} انرژی جنبشی ذخیره شده‌است،
- ω سرعت زاویه‌ای است و
- {\displaystyle I} مماس اینرسی فلایویل حول محور تقارن آن است.

محاسبات نمونه نه با شبیه‌سازی کامپیوتری نیز در نوشتجات وجود دارد به عنوان مثال مربوط به ورودی توان و توزیع دما را می‌توان در اسکریپت از سال ۱۹۷۴ یافت:
K. K. وانگ و ون لین از دانشگاه کرنل در "Flywheel friction welding research" به صورت دستی محاسبه فرایند جوش و حتی در این زمان ساختار قالب مورد تجزیه و تحلیل قرار گرفت.
هر چند، به‌طور کلی محاسبات می‌توانند پیچیده باشند.

## تشریح ناحیه جوش

### گالری عکس جوش
|  |  |  |
|  |  |  |
|  |  |  |

### مناطق تحت تأثیر حرارتی و مکانیکی
کار اصطکاک به بالا رفتن دما در منطقه جوش تبدیل می‌شود، و در نتیجه این ساختار جوش تغییر می‌کند. در فرایند اصطکاک دوار معمولی بالا رفتن دما در ابتدای فرایند باید به‌طور گسترده‌تر از محور چرخش فاصله داشته باشد زیرا نقاط دور محور سرعت خطی بیشتری دارند و در زمان جوش دما با توجه به هدایت حرارتی قطعه جوش‌ها پراکنده می‌شود.

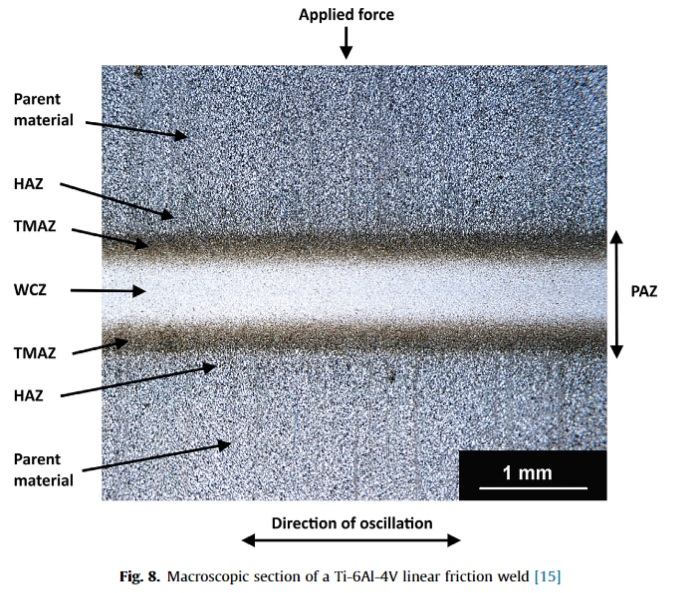
تصویر مناطق جوش را در جوشکاری اصطکاکی نشان می‌دهد.

"از نظر فنی WCZ و TMAZ هر دو "مناطق تحت تأثیر ترمو مکانیکی" اما با توجه به میکرو ساختارهای بسیار متفاوت آنها اغلب به طور جداگانه در نظر گرفته شده‌است. WCZ اصلاح پویا قابل توجهی (DRX) تجربه می‌کند، اما TMAZ نمی‌کند. ماده در HAZ به صورت مکانیکی تغییر شکل نمی‌دهد اما تحت تأثیر گرما قرار می‌دهد. این منطقه از یک مرز TMAZ/HAZ به مرز دیگر اغلب به عنوان "ضخامت TMAZ" یا منطقه آسیب دیده پلاستیکی (PAZ) نامیده می‌شود. برای باقی مانده این مقاله از این منطقه به عنوان PAZ نام گذاری خواهد شد."
مناطق:
- WCZ – ناحیه مرکز جوش،
- HAZ - منطقه متأثر از گرما،
- TMAZ - منطقه تحت تأثیر حرارت مکانیکی،
- BM - مواد پایه، مواد اولیه،
- فلاش.

علاوه بر این، در ادبیات نیز یک زیرمجموعه با توجه به نوع دانه وجود دارد.
اصطلاح‌های مشابهی در جوشکاری وجود دارد.
در طول جوش معمولی در ابتدا، منطقه بیرون بیشتر گرم می‌شود، به دلیل سرعت خطی بالاتر.

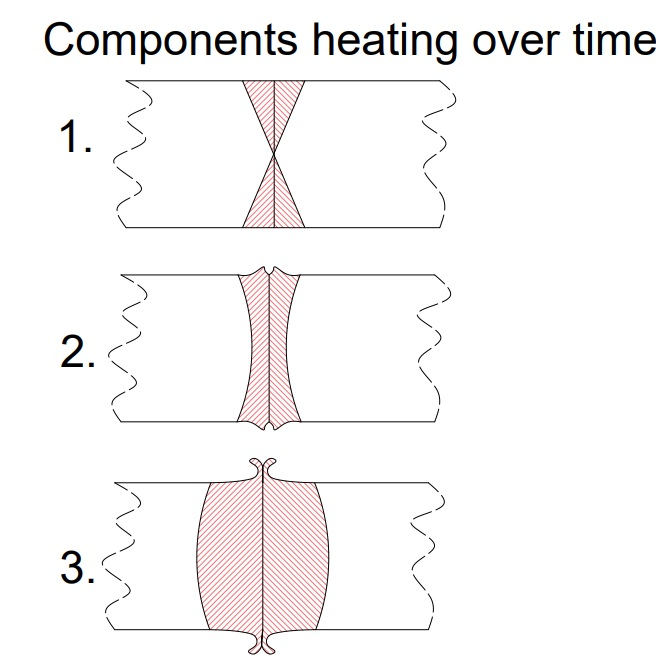
گرم شدن قطعات در طول زمان

در مرحله بعد، گرما پخشمی‌شود و با انتقال گرما مواد به بیرون رانده می‌شوند، بنابراین فلاش ایجاد می‌شود که می‌تواند از روی دستگاه جوش کنده شود.

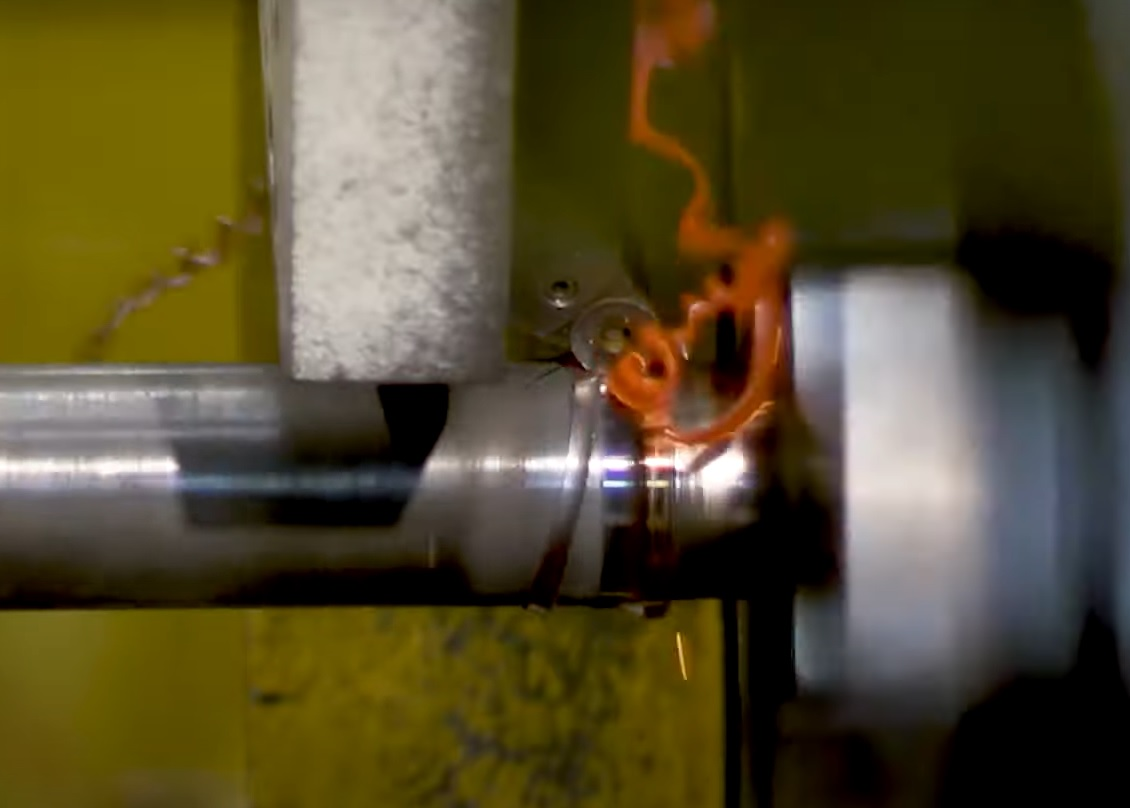
کنده شدن فلاش در جوشکاری اصطکاکی دوار.

### جریان گرما، شار گرما در میله‌ها
می‌تواند فرضیه‌ای را مطرح کرد که گرما در زمان جوش انگار در یک میله استوانه‌ای جریان می‌یابد واین امکان را به ما می‌دهد تا بتوانیم فرض کنیم یک دما را در مکان‌ها و زمان‌های جداگانه محاسبه کنیم از دانستن مسائل جریان گرما و شار گرما در میله‌ها به عنوان مثال می‌توان دما را با استفاده از ترموکوپل‌ها خواند و با شبیه‌سازی کامپیوتر مقایسه کرد.

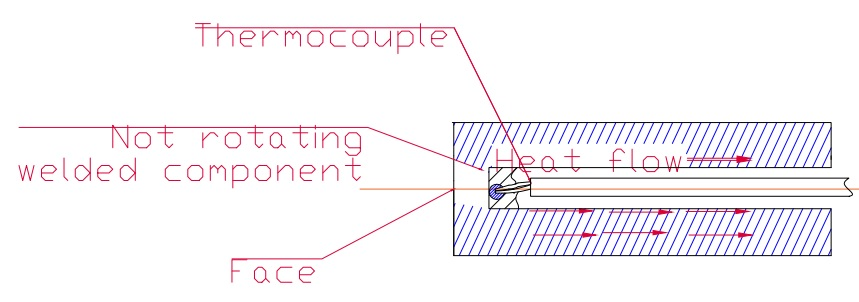
جریان گرما در میله، و شکل یک قرار دادن ترموکوپل .
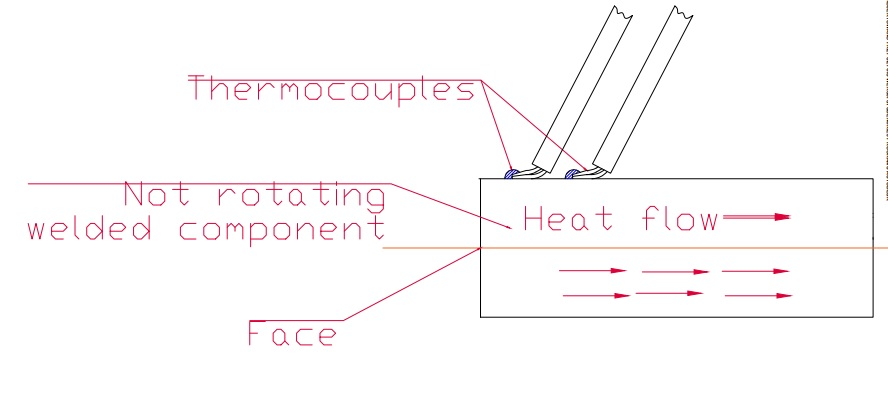
جریان گرما در میله، و شکل دو قرار دادن ترموکوپل .

## سیستم اندازه‌گیری جوش
برای ارائه دانش در مورد فرایند، سیستم‌های نظارت اغلب مورد استفاده قرار می‌گیرند و این کار به چند روش انجام می‌شود که بر دقت و فهرست پارامترهای اندازه‌گیری شده تأثیر می‌گذارد.

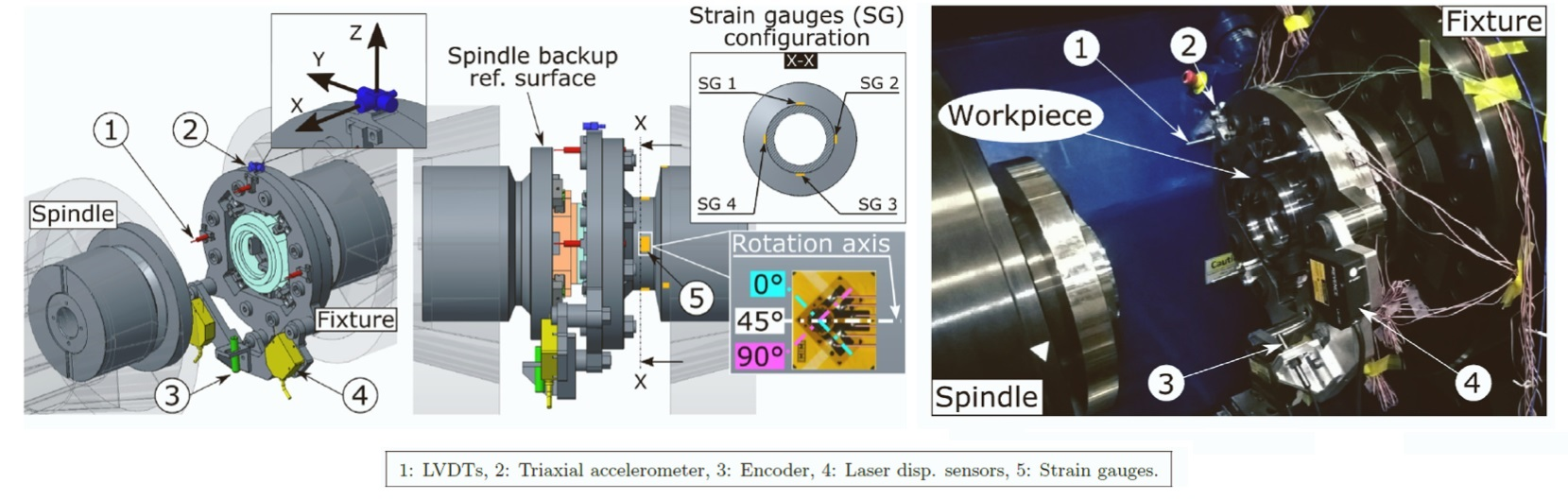
تصویری که به کمک کامپیوتر طراحی شده به محل سنسورها اشاره می‌کند و روی عکس نمای واقعی دستگاه جوش اصطکاکی اینرسی (IFW) با سنسورهای نصب شده نشان داده شده‌است. ترانسفورماتور دیفرانسیل متغیر خطی (LVDTs)، شتاب سنج سه محوری، رمزگذار، حسگرهای لیزری، سنسورهای کرنش وجود دارد.

لیست متغیرهای اندازه‌گیری شده و محاسبه شده می‌تواند به این شکل باشد:
- نیروی محوری و فشار،
- سرعت چرخش زاویه ای،
- مرکز اسپیندل،
- سرعت،
- لرزش،
- طول (نرخ تغییر)،
- دما.

### سیستم‌های اندازه‌گیری دما
نمونه‌هایی از اندازه‌گیری‌های جوش. در ادبیات، می‌توان اندازه‌گیری‌هایی از منطقه جوش حرارتی را با ترموکوپلها یافت و نه تنها از روش ترموگرافی غیر تماسی نیز استفاده می‌شود.

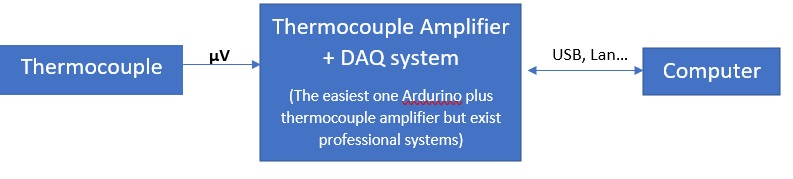
فقط یک مثال برای اندازه‌گیری با روش‌های ترموکوپل تماسی.

با این حال، برای یک منطقه بسیار کوچک از جوش به مورد خاص بستگی دارد و HAZ وجود دارد که توسط مشکلات در اندازه‌گیری حرارتی در زمان واقعی وجود دارد  می‌توان آن را مدتی بعد از زمان اصطکاک محاسبه کرد که جریان گرما وجود دارد.

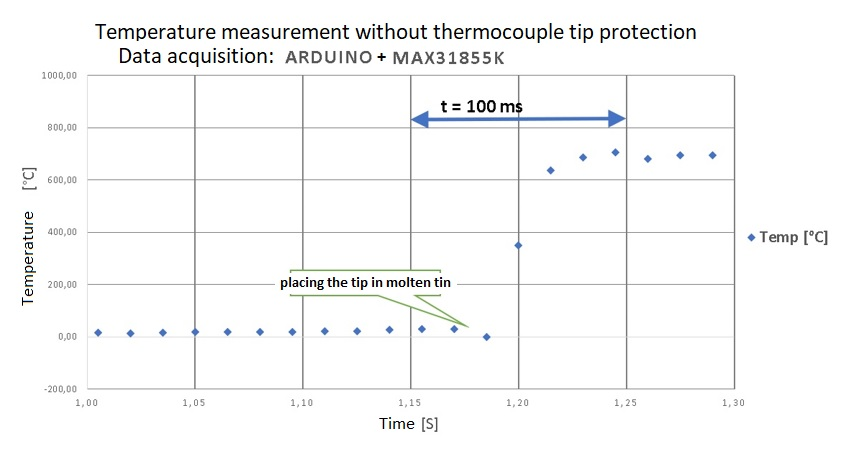
این نمونه دیگری از اندازه‌گیری است اما می‌توان به آن اشاره کرد. پاسخ ترموکوپل می‌تواند در ۱۲ میلی ثانیه باشد، اما نوک ترموکوپل تماماً در قلع داغ است، علاوه بر این، این ترموکوپل بدون پوشش برای زمان پاسخ کوتاه بود، اما پوشش از ترموکوپل محافظت می‌کند. این مثال از جوشکاری اصطکاکی نیست، بلکه از اندازه‌گیری دمای قلع داغ است. در این مثال از سخت‌افزار متن باز Andurino + مبدل ترموکوپل آنالوگ به دیجیتال (ADC) MAX31855K استفاده شده‌است.

نمونه کد منبع برای اندازه‌گیری دما ساخته شده بر روی آردوینو، این دور از موضوع است، با این حال کدهای اصطکاک کامل باز از دست رفته وجود ندارد. نرم‌افزار منبع باز رایگان برای شبیه‌سازی (لیست نرم‌افزار عناصر محدود) وجود دارد اما هیچ کدهای باز و دستورالعمل‌های دقیق به این نرم‌افزار وجود ندارد.

## تحقیق، دما، پارامترها در فرایند جوشکاری اصطکاکی دوار
الزامات کیفیت مفاصل جوش شده بستگی به شکل کاربرد دارد، به عنوان مثال در فضا یا صنعت پرواز خطاهای جوش مجاز نیستند. علم سعی می‌کند جوش با کیفیت خوب به دست آورد، همچنین برخی از افراد در سال‌های متعدد به دانش جوش علاقه‌مند شده‌اند، بنابراین بسیاری از مقالات علمی در توصیف روش‌های پیوستن وجود دارد. آن‌ها آزمایش‌های قالبی انجام می‌شود که دانشی در مورد خواص مکانیکی مواد در منطقه جوش به عنوان مثال آزمایش‌های سختیمی‌دهد و آزمایش‌های کششی انجام می‌شود. بر اساس آزمایش‌های کششی منحنی کشش ایجاد می‌شود که می‌تواند به‌طور مستقیم دانش در مورد قدرت کشش نهایی، قدرت شکستن، حداکثر کشیده شدن و کاهش در منطقه بدهد و از این اندازه‌گیری‌ها مدول یانگ، نسبت پواسون، قدرت عملکرد، و ویژگی‌های سخت‌کننده کرنش ایجاد می‌شود.

مقالات اغلب فقط حاوی داده‌های مربوط به آزمایش‌های کششی مانند:
- استحکام تسلیم بر حسب مگاپاسکال
- استحکام کششی نهایی بر حسب MPa
- کشیدگی برحسب درصد

که یکاهای SI عبارتند از: K, kg, N, m, s و بعد Pa و این دانسته‌ها برای معرفی داده‌ها و خواص مواد و عدم انجام خطا در برنامه‌های شبیه‌سازی مورد نیاز است.
مقالات پژوهشی همچنین اغلب حاوی اطلاعاتی در مورد:
- ترکیب شیمیایی اجزای متصل

و پارامترهای فرایند گنجاندن واضح است مانند:
- فشار اصطکاک (MPa)
- زمان اصطکاک
- سرعت جوشکاری (rpm)
- فشار لهیدگی (MPa)
- زمان لهیدگی

روش‌های متعددی برای تعیین کیفیت یک جوش وجود دارد و به عنوان مثال ریز ساختار جوش توسط میکروسکوپ نوریو میکروسکوپ الکترونی روبشی مورد بررسی قرار می‌گیرد.
روش اجزای محدود کامپیوتری (FEM) برای پیش‌بینی شکل فلاش و صفحه رابط، نه تنها برای جوشکاری اصطکاکی دوار (RFW), بلکه برای جوشکاری همزن اصطکاکی (FSW)و جوشکاری اصطکاکی خطی (LFW) و همچنین FRIEX نیز استفاده می‌شود.

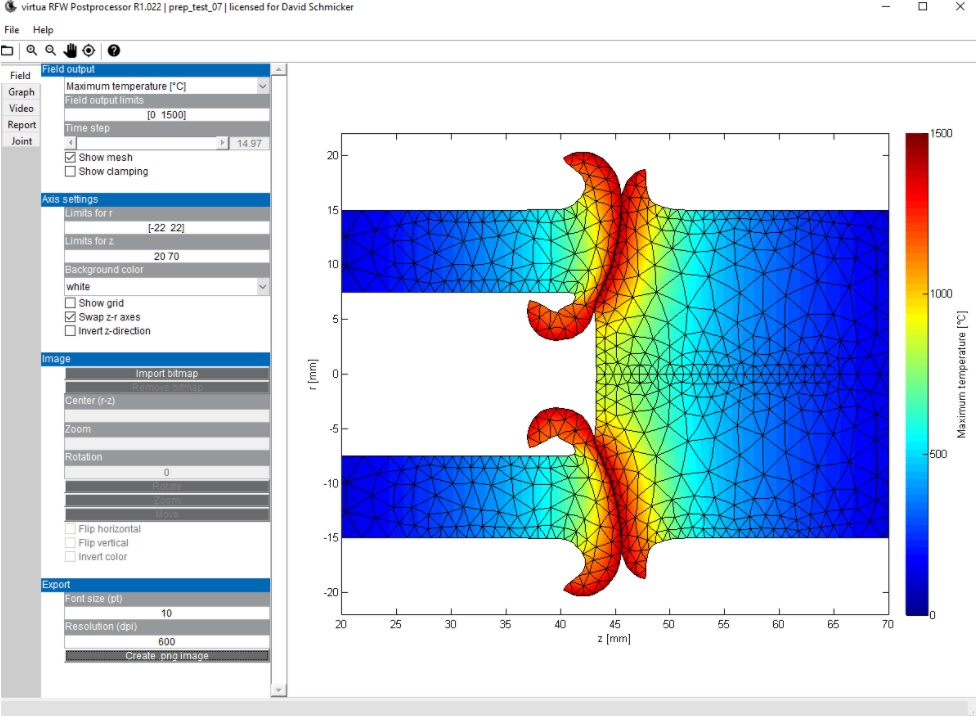
مثال شبیه‌سازی جوشکاری اصطکاکی در نرم‌افزار sampro تجاری اختصاصی برای جوشکاری اصطکاکی چرخشی. علاوه بر این، نرم‌افزار گسترده‌ای برای شبیه‌سازی FEM وجود دارد که گاهی اوقات رایگان و منبع باز است، اما در کل به مهارت‌های کاربران نیاز دارد.

علاوه بر آزمایش قالب، مناطق تحت تأثیر سر جوش نیز شرح داده شده‌است. آگاهی از حداکثر دماها در فرایند ولدینگ، تعریف تغییرات ساختاری منطقه را ممکن می‌کند. فرایند آنالیسی‌هایی هستند به عنوان مانند اندازه‌گیری دما نیز برای اهداف علمی انجام می‌شود مواد تحقیقاتی، مجلات، با استفاده از ترموکوپل‌های تماسی یا گاهی هیچ روش ترموگرافی تماسی. به عنوان مثال، یک ساختار دانه فوق‌العاده ریز از آلوی یا فلز که با تکنیک‌هایی مانند تغییر شکل پلاستیک شدید یا متالورژی پودر به دست می‌آید مطلوب است، و با دمای بالا تغییر نمی‌کند، یک منطقه آسیب دیده از گرمای بزرگ غیر ضروری است. دما ممکن است خواص مواد را کاهش دهد زیرا قیمت گذاری مجدد پویا رخ خواهد داد، شاید تغییراتی در اندازه دانه و ساختارهای دگرگونی فاز مواد welded وجود داشته باشد. در فولاد بین آستنیت، فریت، پرلیت، باینیت، سمنتیت ،مارتنسیت.
پارامترهای مختلف جوش تست می‌شوند. تنظیم پارامترهای کاملاً متفاوت می‌تواند جوش‌های مختلفی را به دست آورد، به عنوان مثال، تغییرات ساختاری عرض یکسانی نخواهد داشت. می‌توان یک منطقه تحت تأثیر حرارت کوچکتر (HAZ) و یک منطقه تحت تأثیر پلاستیک (PAZ) به دست آورد. عرض جوش کوچکتر است. نتایج برای مثال در جوش‌هایی که برای آژانس فضایی اروپا با گردش بالا (۱۴۰۰۰ دور در دقیقه) یا نمونه‌ای دیگر از دانشگاه فنی ورشو ۱۲۰۰۰ دور در دقیقه و بدون زمان اصطکاک بسیار کوتاه معمولی فقط ۶۰ میلی‌ثانیه است، یکسان نیست به جای استفاده از پارامترهای استاندارد، علاوه بر این، در این مورد، آلیاژ فوق ریزدانه جوش داده شد، اما برای این مثال، قطعه کار میله جوش داده شده تنها ۶ میلی‌متر قطر داشت، بنابراین جوشکاری اصطکاکی میله‌ای کوچک است دیگری نزدیک به این. نمونه‌هایی با زمان اصطکاک کوتاه فقط به عنوان مثال ۴۰ میلی‌ثانیه نیز در ادبیات وجود دارند، اما برای قطر کوچک. چرخش در ادبیات تحقیق برای قطرهای کوچک می‌تواند بیشتر از حد استاندارد باشد، حتی به عنوان مثال ۲۵۰۰۰ دور در دقیقه. متأسفانه قطر قطعه کار می‌تواند محدودیتی برای استفاده از سرعت چرخش بالا باشد.
نکته مهم برای درک این موضوع این است که: دانه ریز مواد فلزی جوش داده شده با توجه به رابطه‌هال پتچ باید قدرت بهتری داشته باشد و برای توصیف یکی از تکنیک‌های بدست آوردن این ماده، پرسی ویلیامز بریجمن در سال ۱۹۴۶ با اشاره به دستاوردهای مربوط به پیچش فشار بالا (HPT). برنده جایزه نوبل فیزیک شد با این حال، با پیچش فشار بالا تنها مواد با ضخامت کم به دست می‌آیند.
|  |  |

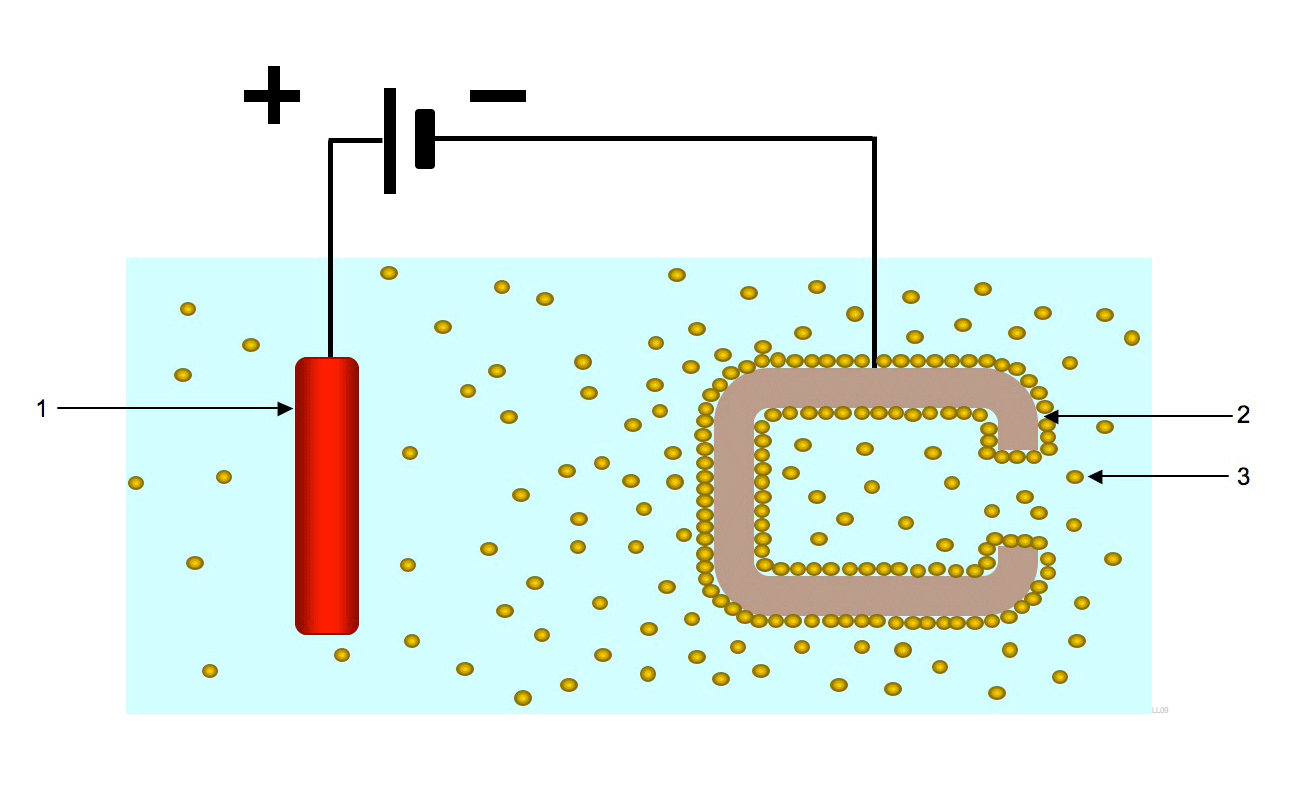
تکنیک رسوب الکتروفورتیک تحقیقاتی با استفاده از یک لایه میانی. از خواص این لایه بعداً برای جوشکاری استفاده می‌شود. اما در این مطالعه ضخامت لایه میانی نیکل ۷۰ میکرو متر بود و در این مورد فقط میله‌های کوچک به قطر ۱۲ میلی‌متر جوش داده شد.

همچنین تحقیقاتی در مورد معرفی بین لایه‌ها وجود دارد. حتی اگر پیوستن مواد غیر مشابه است که اغلب دشوارتر است، به عنوان مثال لایه بین لایه نیکل توسط یک تکنیک رسوب الکتروداژ تجربی برای افزایش کیفیت اتصال توسط مؤسسه فلزات هند بررسی شده‌است، اما در این مورد ضخامت لایه میانی نیکل ۷۰میکرو متر بود و فقط میله‌های کوچک به قطر ۱۲ میلی‌متر جوش داده شد.
برخی از دانشمندان تحقیقات مواد را توصیف می‌کنند. گروه مواد شناخته شده بزرگ است شامل: سوپرآلیاژهای نیکل مبتنی بر نیکل مانند اینکونل، مواد دانه بسیار ریز مانند آلومینیوم دانه بسیار ریز، فولاد کم کربن فولاد بینیتی بسیار کم کربن (ULCBS). جوشکاری اصطکاکی برای اتصال بسیاری از مواد از جمله سوپرآلیاژها به عنوان مثال Inconel مبتنی بر نیکل استفاده می‌شود، دانشمندان اتصال مواد مختلف را توصیف می‌کنند و در اینترنت امکان یافتن مقالاتی در این مورد وجود دارد و همان بخشی از تحقیقات مربوط به اتصال مواد سوپرآلیاژ یا مواد با بهبود یافته‌است. خواص سوپرآلیاژهای پایه نیکل استحکام بسیار خوبی در دمای بالا دارند و مقاومت خوبی در برابر خوردگی و اکسیداسیون در دمای بالا دارند همچنین مقاومت در برابر خزش دارند. اما علاوه بر مزایای تحقیق بالا این نکته مطرح است که نیکل ماده رایج و ارزانی نیست.

### مولفه‌ها
- چرخش: به‌طور معمول چرخش بسته به نوع مواد انتخاب می‌شود و ابعاد قطعات جوش داده شده دارای مقادیر متفاوتی هستند: ۴۰۰–۱۴۵۰ دور در دقیقه، گاهی اوقات حداکثر ۱۰۰۰۰ دور در دقیقه. به‌طور معمول، در ادبیات تحقیق چرخش تا ۲۵۰۰۰ دور بر دقیقه است.[۵۱]
- زمان اصطکاک: معمولاً ۱ تا چند ده ثانیه. نه به‌طور معمول، در ادبیات تحقیق زمان اصطکاک می‌تواند در چند میلی ثانیه باشد، اما زمانی که زمان بسیار کوتاه است و پارامترها معمولی نیستند، فرایند می‌تواند نیاز به آماده‌سازی اولیه و آزمایش زیادی برای نتیجه مثبت داشته باشد.[۲۱][۵۰][۲۹]
- زمان آهنگری: تا چند ثانیه.

با این حال، پارامترها متفاوت خواهند بود چرا که عناصری با اندازه‌های مختلف می‌توانند جوش شوند. به عنوان مثال، می‌توان از کوچک‌ترین جزء با قطر ۳ میلی‌متر تا اجزای توربین با قطر بیش از ۴۰۰ میلی‌متر تولید کرد.
با ترکیب روش‌های اتصال عناصر طولانی شاید علم آینده بتواند برای مثال جوش اصطکاکی ریل‌ها را برای صنعت راه‌آهن با سرعت‌های بالا مطالعه کند و از جوش اصطکاک خطی نیروی پایین از پیش گرم شده استفاده کند یا روش جوشکاری اصطکاکی خطی اصلاح‌شده (LFW) و درج ارتعاشی استفاده کند. (درست مانند درج چرخشی در روش FRIEX) برای انجام این کار اگر دستگاه توسعه یافته باشد و همچنین خوب اضافه کنید که بیشتر توجه به ایمنی مسافران معطوف است، در وهله اول ایمنی کاربر باید حفظ شود.
تحقیقات اولیه شامل قالب‌های مشابه و هندسه بهبود استحکام کششی و افزایش عملکرد در آزمایش‌های خستگی را نشان داده‌است.
| جدول با نمونه کتاب پارامترهای معمولی فرایند جوشکاری.  |          |                 |            |            |                 |                |

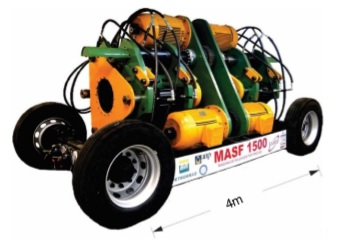
تصویر دستگاه از تحقیق بر روی سیستم جوشکاری اصطکاکی برای قطعات بلند فولادی خط لوله با قطر خارجی ۲۲۰ میلی‌متر و ضخامت دیواره ۸ میلی‌متر، اما با توجه به خطر ترک و همچنین ایمنی افزودنی خوب باید آزمایش‌های اضافی انجام شود. کاربران و محیط اگر برای خط لوله استفاده می‌شود.

| مواد (نمادها استاندارد شده اما وابسته به منطقه هستند) | قطر [mm] | سرعت چرخش [RPM] | فشار [MPa] | فشار [MPa] | زمان اصطکاک [s] | نرخ سوختن [mm] |
| مواد (نمادها استاندارد شده اما وابسته به منطقه هستند) | قطر [mm] | سرعت چرخش [RPM] | اصطکاک     | آهنگری     | زمان اصطکاک [s] | نرخ سوختن [mm] |
| فولاد S235JR + فولاد S235JR                           | ۴۰       | ۷۵۰             | ۸۰         | ۱۰۰        | ۱۱              | ۶–۶٫۵          |
| فولاد C55 + فولاد C55                                 | ۴۰       | ۱۰۰۰            | ۱۰۰        | ۱۴۰        | ۱۵              | ۱۱٫۱–۱۱٫۴      |
| فولاد 41Cr4 + فولاد 41Cr4                             | ۲۰       | ۱۰۰۰            | ۶۰         | ۱۲۰        | ۸٫۵             | ۵–۵٫۵          |
| فولاد X20Cr13 + فولاد X20Cr13                         | ۲۰       | ۱۰۰۰            | ۱۰۰        | ۲۰۶        | ۶               | ۵٫۵            |
| فولاد OOH18M2Nb + فولاد OOH18M2Nb                     | ۲۴       | ۱۴۵۰            | ۹۰         | ۱۲۰        | ۲۲۵             | -              |
| فولاد X3CrTi17 + فولاد X3CrTi17                       | ۳۵       | ۷۵۰             | ۵۰         | ۱۰۰        | ۸               | ۷–۷٫۵          |
| فولاد X6CrNiTi18 + فولاد X6CrNiTi18                   | ۳۵       | ۷۵۰             | ۹۰         | ۲۰۰        | ۲۳              | ۶٫۵–۷٫۲        |
| آلومینیوم + آلومینیوم                                 | ۴۰       | ۷۵۰             | ۳۰         | ۳۰         | ۹               | ۳۰             |
| مس CW004A + مس CW004A                                 | ۳۵       | ۱۵۰۰            | ۵۲         | ۱۵۰        | ۱               | ۸٫۶–۹٫۴        |
| فولاد 100Cr6 + فولاد C45                              | ۲۲       | ۱۰۰۰            | ۵۰         | ۱۴۰        | ۷–۸             | ۵٫۶            |
| فولاد HHS+ C55                                        | ۲۰       | ۱۴۵۰            | ۱۴۰        | ۱۶۰        | ۸               | -              |
| فولاد HS18-0-1 + فولاد C55                            | ۲۰       | ۱۴۵۰            | ۱۴۰        | ۱۶۰        | ۱۰              | -              |
| فولاد X6CrNiTi18-10 + فولاد E295                      | ۴۰       | ۱۰۰۰            | ۱۱۰        | ۱۴۵        | ۳۰              | -              |
| آلومینیوم + فولاد S235JR                              | ۵۰       | ۴۰۰             | ۵۰         | ۱۲۰        | ۷               | ۱۵             |
| مس CW004A + فولاد S195                                | ۲۰       | ۱۴۵۰            | ۲۵         | ۱۶۰        | ۵٫۳             | ۱۲             |

### جوشکاری با اصطکاک کم نیرو
اصلاح بهبود یافته از جوش اصطکاک استاندارد، جوش کم نیروی اصطکاکی است، فن آوری هیبرید توسعه یافته توسط EWI و تولید شرکت فن آوری (MTI) , " از یک منبع انرژی خارجی برای افزایش دمای رابط دو قسمت در حال اتصال استفاده می‌کند، در نتیجه نیروهای فرآیند مورد نیاز برای ایجاد یک جوش حالت جامد را در مقایسه با جوشکاری اصطکاکی سنتی کاهش می‌دهد ". این فرایند برای جوشکاری اصطکاکی خطی و دوار اعمال می‌شود.
مزایای اصطکاک کم نیرو:
- فلاش کم یا بدون فلاش،
- اتصال اجزایی که قبلاً توسط جوشکاری اصطکاکی محدود شده بود،
- کاهش رد پای ماشین،
- کاهش زمان چرخه جوش،
- دقت جهت‌گیری بالاتر،
- تکرارپذیری قسمت

بر اساس اطلاعات وبلاگ و وب سایت فناوری ساخت، این تکنولوژی بسیار امیدوارکننده است.
با این حال، در سال ۲۰۲۱ تعداد مقالات علمی به عنوان مثال در Google Scholar در مورد اصطکاک نیروی پایین کوچکتر است در مقایسه با توصیف روش استاندارد در مورد جوش اصطکاک که در آن یک منبع انرژی خارجی برای بالا بردن دمای رابط استفاده نمی‌شود.

## ساخت دستگاه جوش

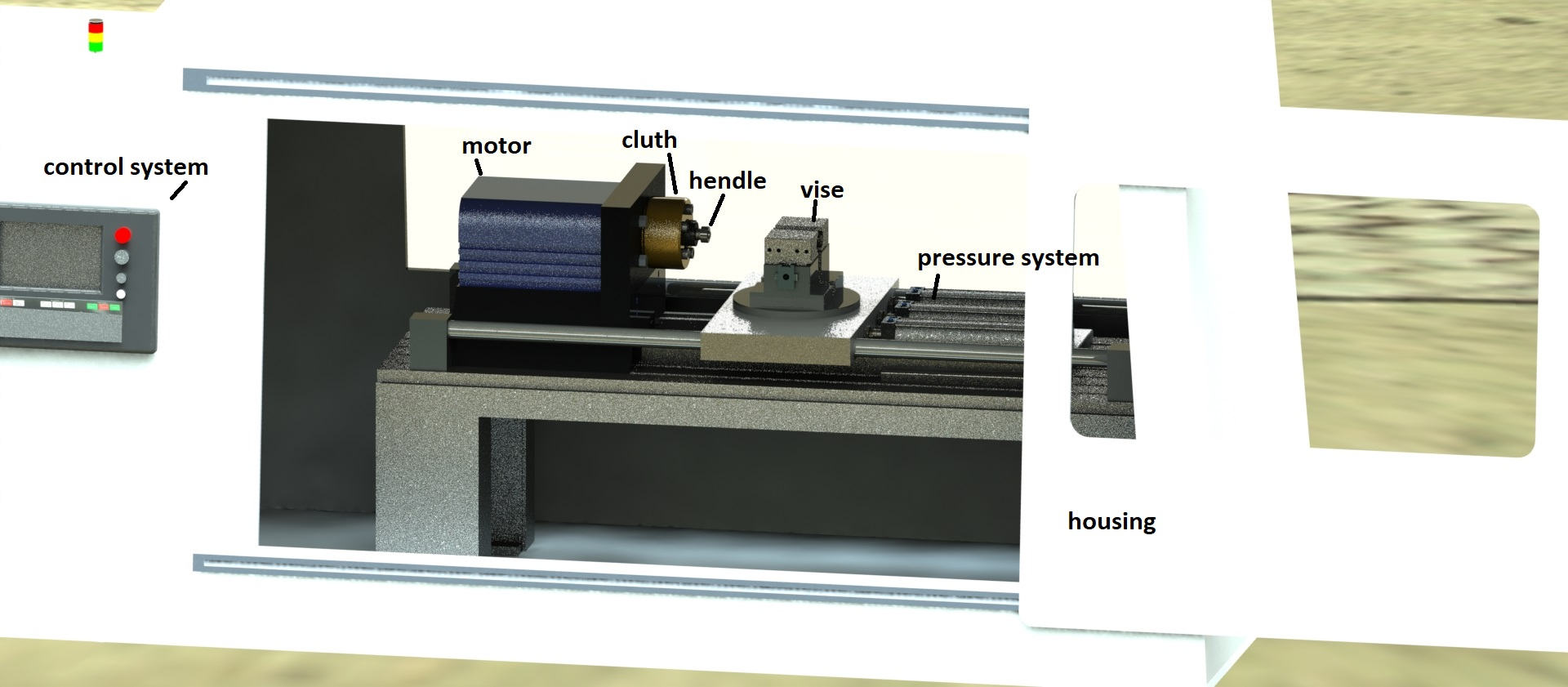
نمونه‌هایی از اجزای دستگاه جوش RFW، با این حال این یک مثال ساده برای گسترش دانش است، بنابراین باید حاوی خطاهای زیادی باشد.

بسته به ساخت و ساز، اما یک ماشین استاندارد ولدینگ ممکن است شامل سیستم‌های زیر باشد:
- سیستم کنترل
- موتور یا موتورها در جوشکار مستقیم
- سیستم فشار پنوماتیک یا هیدرولیک
- دسته
- معاون غیر چرخشی
- کلاچ در جوشکار اصطکاکی مستقیم
- دوک
- فلایویل در جوشکار اصطکاکی اینرسی
- پوسته
- سیستم‌های اندازه‌گیری

تولیدکنندگان ارائه راه حل‌ها و ماشین آلات جوش می‌تواند شامل:
- سیستم‌های ابعادی اندازه‌گیری و کنترل: کنترل سفر فعال، اندازه‌گیری نرخ سوختن،
- راه حل‌های اتوماسیون، موقعیت زاویه تعریف شده، بالابر قطعات، عملیات درب اتوماتیک، صادرات داده‌های جوش، آماده برای راه حل‌های صنعتی، کنترل دمای خودکار سر استوک، نظارت بر واحد خنک‌کننده، کنترل سروو موتور،
- راه حل‌هایی برای محیط تمیز بدون قوس، جرقه، دود یا شعله داشته باشید،
- دارای فضای کاری ارگونومیک، طراحی زیبا،
- هیچ پایه یا منبع تغذیه خاصی مورد نیاز نیست،
- سیستم‌های کنترل فرایند و مستندسازی: کلیه داده‌های فرایند به صورت عددی و گرافیکی مستند می‌شوند، دارای مدیریت برنامه، پارامترهای محاسبه شده - ماشین هوشمند
- صفحه نمایش لمسی HMI،
- سیستم‌های دستگاه قطع فلاش روی جوشکار، حذف فلاش و روکش، نوار نقاله تراشه،
- راه حل کاملاً یکپارچه در گردش کار تولید خاص با استفاده از شبیه‌سازی فرایند سه بعدی،
- کمک خدمات: خدمات از راه دور، شرایط هشدار،
- داشتن گواهینامه،
- سیستم‌های اندازه‌گیری پیشرفته،[۳۹]
- آماده برای اتوماسیون ربات برای جابجایی قطعات.
- راه‌حل‌های نوآورانه را شامل شود: به عنوان مثال فناوری ترکیبی جوشکاری اصطکاکی کم،[۱۰] و سیستم مرتبط با این فناوری،

با این حال، یک تولیدکننده در بازار وجود ندارد و نه یک مدل ماشین جوش و علاوه بر این، همیشه همان مواد و قطرها را به هم نمی‌دهند و یک ارائه خوب، توصیف تکنولوژی، طراحی، ممکن است بهترین راه حل‌ها را تعیین کند یا نه. ارائه‌های تبلیغاتی مربوط به ولدینگ نیز وجود دارد.

### دسته‌های قطعه کار
نوع سه‌نظام بستگی به تکنولوژی مورد استفاده دارد، ساخت آن‌ها گاهی ممکن است شبیه دستگاه تراش یا ماشین فرز باشد.
|  |  |  |
|  |  |  |

## خطا در حین جوشکاری
- اجزا در خط یکسانی از تقارن نیستند، تعامل ایده‌آل بین قطعات کار وجود ندارد
- مشکل در تعمیر موارد
- جوشکاری ناقص
- پارامترهای بد باعث کاهش خواص اجزای جوش شده می‌شود

## ایمنی در هنگام جوشکاری اصطکاکی
- رعایت مقررات ایمنی و بهداشت حرفه‌ای
- دستگاه را در مکان امنی راه اندازی کنید: مسدود نشدن درب ورودی، سیم‌های برق دور از آب، حرکت آزادانه کاربران
- پوشش اجزای متحرک

شرح قوانین امنیتی بستگی به روش و وضعیت پیوستن دارد - دسترسی به هوای تازه، زمین الکتریکی، پوشیدن لباس محافظ، محافظت از چشم‌ها مورد نیاز است.

## سایر تکنیک‌های جوشکاری اصطکاکی
- جوشکاری فورج
- جوشکاری اصطکاکی اغتشاشی (FSW)[۴۸][۴۳]
- جوشکاری نقطه‌ای اصطکاکی اغتشاشی (FSSW)[۴۷]
- جوشکاری اصطکاکی خطی (LFW)[۳۷]
- تحقیق در مورد جوشکاری اصطکاکی جوش‌های دور خط لوله (FRIEX)[۹]
- پردازش همپوشانی ستون آبی اصطکاکی (FHPPOW)[۶۳]
- پردازش ستون هیدرولیک اصطکاکی (FHHP)[۶۴]

## اصطلاحات و تعاریف، میانبرهای نام
جوش در مقابل اتصال - تعاریف به نویسنده بستگی دارد. جوشکاری در فرهنگ لغت انگلیسی کمبریج به این معنی است: «فعالیتی که قطعات فلزی را به یکدیگر متصل می‌کند» در فرهنگ لغت کالینز «فعالیت به هم پیوستن فلز یا پلاستیک از طریق نرم شدن با حرارت و چکش کاری، یا با همجوشی»، به این معنی که جوشکاری مربوط یه اتصال است. مربوط به اتصال Join یا Joining معنای مشابهی دارد که جوشکاری است و می‌تواند در فرهنگ لغت انگلیسی به معنای «به هم وصل کردن یا محکم کردن چیزها» باشد، اما اتصال در غیر این صورت معانی زیادی دارد، به عنوان مثال "اگر جاده‌ها یا رودخانه‌ها به هم بپیوندند، آنها در یک نکته خاص». اتصال بر خلاف جوش، یک اصطلاح کلی است و روش‌های مختلفی برای اتصال فلزات وجود دارد، از جمله پرچ، لحیم کاری، چسب، لحیم کاری، کوپلینگ، بست، پرس فیت. جوشکاری تنها یک نوع فرایند اتصال است.
جوش حالت جامد - اتصال به زیر نقطه ذوب،
جوشکار - دستگاه جوش، اما هم به معنای فردی است که فلز را جوش می‌دهد.
جوش - محل اتصال که در آن مواد مخلوط می‌شوند.
جوش پذیری- اندازه‌گیری از سهولت ساخت یک جوش بدون خطا.
بین لایه -یک جزء غیر مستقیم، مواد غیر مستقیم.
به نقل از ISO (سازمان بین‌المللی استاندارد) - ISO 15620:2019(en) جوش - جوشکاری اصطکاکی مواد فلزی:
"نیروی محوری -نیرو در جهت محوری بین قطعات به هم جوش شده،
طول سوختن - از دست دادن طول در طول فاز اصطکاک،
نرخ سوختن -میزان کوتاه شدن قطعات در طول فرایند اصطکاک،
جزء - یک مورد قبل از جوشکاری،
ترمز ناشی از مولفه - کاهش سرعت چرخشی ناشی از اصطکاک بین رابط‌ها،
ترمز خارجی - ترمزی که در خارج قرار دارد سرعت چرخش را کاهش می‌دهد.
سطح faying - سطح یک جزء که قرار است با سطح یک جزء دیگر در تماس باشد تا یک مفصل تشکیل دهد.
نیروی فورج - نیرویی که به‌طور معمول بر روی سطوح فایینگ اعمال می‌شود در زمانی که حرکت نسبی بین اجزا متوقف شده یا متوقف شده‌است.
طول سوختن فورج - مقداری که طول کلی اجزا در طول اعمال نیروی فورج کاهش می‌یابد.
فاز فورج - زمان فاصله در چرخه جوشکاری اصطکاکی بین شروع و پایان اعمال نیروی فورج،
فشار فورج - فشار (نیرو در واحد سطح) بر روی سطوح فایینگ ناشی از نیروی فورج محوری،
زمان فورج - زمانی که نیروی فورج به اجزای آن اعمال می‌شود،
نیروی اصطکاک - نیرویی که در طول زمانی که حرکت نسبی بین اجزا وجود دارد به‌طور عمود بر سطوح فایینگ اعمال می‌شود.
فاز اصطکاک - بازه زمانی در چرخه جوشکاری اصطکاکی که در آن گرمای لازم برای ایجاد جوش توسط حرکت نسبی و نیروهای اصطکاک بین اجزا ایجاد می‌شود، یعنی از تماس اجزا تا شروع کاهش سرعت،
فشار اصطکاک - فشار (نیرو در واحد سطح) بر روی سطوح فایینگ ناشی از نیروی اصطکاک محوری،
زمان اصطکاک - زمانی که در طی آن حرکت نسبی بین اجزا با سرعت دورانی و تحت اعمال نیروهای اصطکاک انجام می‌شود.
رابط - ناحیه تماس ایجاد شده بین سطوح فایینگ پس از اتمام عملیات جوشکاری،
سرعت چرخش - تعداد دور در دقیقه جزء چرخش،
چسباندن - فاصله‌ای که یک جزء از فیکسچر خارج می‌شود، یا سه‌نظام در جهت قطعه جفت کننده،
فاز کاهش سرعت - فاصله‌ای در چرخه جوشکاری اصطکاکی که در آن حرکت نسبی اجزا به صفر کاهش می‌یابد.
زمان کاهش سرعت - زمان مورد نیاز جزء متحرک برای کاهش سرعت اصطکاک به سرعت صفر،
از دست دادن طول کل (ناراحتی) - از دست دادن طول که در نتیجه جوشکاری اصطکاکی رخ می‌دهد، یعنی مجموع طول سوختن و طول سوختن فورج،
زمان کل جوش - زمان سپری شده بین تماس قطعه و پایان فاز آهنگری،
چرخه جوش - متوالی عملیات انجام شده توسط دستگاه برای ایجاد جوش و بازگشت به موقعیت اولیه، به استثنای عملیات جابجایی اجزا،
جوش - دو یا چند جزء که با جوشکاری به هم متصل شده‌اند."
و بیشتر از آن:
- RFW - جوشکاری اصطکاکی دوار،
- LFW - جوشکاری اصطکاکی خطی،
- FSSW - جوشکاری نقطه‌ای اغتشاشی اصطکاکی،
- FRIEX - تحقیق در مورد جوشکاری اصطکاکی جوش‌های دور خط لوله،
- FHPPOW - پردازش همپوشانی ستون هیدرولیک اصطکاکی،
- FHHP - پردازش ستون هیدرو اصطکاکی،
- LFFW - جوشکاری اصطکاکی کم نیروی،
- FSW - جوشکاری اصطکاکی اغتشاشی،
- BM - مواد پایه،
- HAZ - منطقه متأثر از گرما،
- PAZ - منطقه آسیب دیده پلاستیک،
- DRX - تبلور مجدد دینامیک،
- TMAZ - منطقه تحت تأثیر حرارت مکانیکی،
- UFG - دانه بسیار ریز،
- SPD - سرویس تغییر شکل پلاستیکی،
- HPT - پیچ خوردگی با فشار بالا،
- FEM - روش اجزای محدود،
- SEM - میکروسکوپ الکترونی روبشی،
- ADC - مبدل آنالوگ به دیجیتال.

## کنجکاوی‌ها
- جوشکاری اصطکاکی (μ FSW) نیز با استفاده از دستگاه CNC انجام شد.[۷۳] که به این معنی نیست که ایمن است و برای دستگاه فرز توصیه می‌شود.
- دانشمندان حتی اندازه‌گیری‌های انتشار صوتی را در حین اتصال توصیف می‌کنند.[۳۹][۷۴]

### اصلاحات جوشکاری اصطکاکی دوار
- Low Force Friction Welding

### تکنیک‌های دیگر
- Friction stir welding at TWI
- Friction-stir welding research at University of Cambridge

### شبیه‌سازی مراحل جوشکاری دورانی در یوتیوب
- Rotary Friction Welding with movie 1, but the author did not select the rotation value; also mesh C3D10 is selected, but in Evaluation of Properties and FEM Model of the Friction Welded Mild Steel-Al6061-Alumina is written about mesh C3D8RT. No source files. Source requires verification.
- Rotary Friction Welding with movie 2, but no source files and not fully understood so the source requires verification.

### سابقه جوش دورانی در روزنامه‌ها (در روسیه)
- History the rotary welding process in news paper from 1958 (in Russian Техника - молодёжи ۱۹۵۸-۰۲, страница ۳۲, сварка трением)

### توصیف خوبی از سیستم اندازه‌گیری
- Development of a novel monitoring system for the in-process characterisation of the machine and tooling effects in Inertia Friction Welding (IFW)

### فیلم علمی در مورد جوشکاری اصطکاکی دوار
- NMIS-AFRC with Rolls-Royce on the rotary friction revolution often scientific knowledge is available through universities, books, libraries, journals, but in this link is explained through the movie